# Tinca
Tinca est une commune roumaine du județ de Bihor, en Transylvanie, dans la région historique de la Crișana et dans la région de développement Nord-Ouest.

## Géographie
La commune de Tinca est située dans le sud du județ, dans la plaine de Miersig, sur les rives du Crișul Negru, à 41 km au sud d'Oradea, le chef-lieu du județ.
La municipalité est composée des cinq villages suivants, nom hongrois, (population en 2002) :
- Belfir, Bélfenyér (570) ;
- Girișu Negru, Fekesgyörös (800) ;
- Gurbediu, Tenkegörbed (1 216) ;
- Räpa, Körösmart (638) ;
- Tinca, Tenke (4 222), siège de la commune.

## Histoire
La première mention écrite du village de Tinca date de 1338.
La commune, qui appartenait au royaume de Hongrie, en a donc suivi l'histoire.
Après le compromis de 1867 entre Autrichiens et Hongrois de l'empire d'Autriche, la principauté de Transylvanie disparaît et, en 1876, le royaume de Hongrie est partagé en comitats. Tinca intègre le comitat de Bihar (Bihar vármegye).
À la fin de la Première Guerre mondiale, l'Empire austro-hongrois disparaît et la commune rejoint la Grande Roumanie au traité de Trianon.
En 1940, à la suite du deuxième arbitrage de Vienne, elle n'est pas annexée par la Hongrie et reste sous souveraineté roumaine.

## Politique
| Période                                  | Période  | Identité     | Étiquette | Qualité |
| ---------------------------------------- | -------- | ------------ | --------- | ------- |
| Les données manquantes sont à compléter. |          |              |           |         |
| 2008                                     | En cours | Teodor Coste | PNL       |         |

| Parti | Parti                                      | Sièges |
| ----- | ------------------------------------------ | ------ |
|       | Parti national libéral (PNL)               | 6      |
|       | Parti social-démocrate (PSD)               | 4      |
|       | Union démocrate magyare de Roumanie (UDMR) | 2      |
|       | Parti des Roms démocrates (PRD)            | 1      |
|       | Alliance des libéraux et démocrates (ALDE) | 1      |

## Religions
En 2002, la composition religieuse de la commune était la suivante :
- Chrétiens orthodoxes, 60,82 % ;
- Baptistes, 14,27 % ;
- Catholiques romains, 9,40 % ;
- Réformés, 7,97 % ;
- Pentecôtistes, 5,15 % ;
- Adventistes du septième jour, 0,53 % ;
- Grecs-Catholiques, 0,51 %.

## Démographie
Tinca fait partie des communes roumaines dont la composition ethnique a beaucoup changé au cours du XXe siècle. La majorité hongroise a été remplacée par une majorité roumaine, seul le village de Belfir garde sa majorité hongroise. D'autre part, la communauté juive a disparu et une importante communauté tsigane s'est installée.
En 1910, à l'époque austro-hongroise, la commune comptait 5 327 Hongrois (57,00 %), 3 892 Roumains (41,65 %), 31 Allemands (0,33 %) et 22 Slovaques (0,24 %).
En 1930, on dénombrait 4 779 Roumains (48,89 %), 4 477 Hongrois (45,80 %), 287 Roms (2,94 %), 199 Juifs (2,04 %), 14 Allemands (0,14 %) et 13 Slovaques (0,13 %).
En 1956, après la Seconde Guerre mondiale, 6 123 Roumains (66,22 %) côtoyaient 3 050 Hongrois (32,99 %), 50 rescapés juifs (0,54 %) et 6 Roms (0,06 %).
En 2002, la commune comptait 4 946 Roumains (66,42 %), 1 331 Hongrois (17,87 %), 1 150 Roms (15,44 %), 8 Lipovènes (0,10 %) et 3 Allemands (0,04 %. On comptait à cette date 3 062 ménages et 3 910 logements.
| 1880  | 1890  | 1900  | 1910  | 1920  | 1930  | 1941  | 1956  | 1966  |
| ----- | ----- | ----- | ----- | ----- | ----- | ----- | ----- | ----- |
| 6 783 | 8 140 | 8 719 | 9 345 | 9 543 | 9 775 | 9 856 | 9 246 | 9 026 |

| 1977  | 1992  | 2002  | 2007  | - | - | - | - | - |
| ----- | ----- | ----- | ----- | - | - | - | - | - |
| 8 936 | 7 911 | 7 446 | 7 682 | - | - | - | - | - |

## Économie
L'économie de la commune repose sur l'agriculture, la transformation du bois et le tourisme (station thermale aux eaux riches en magnésium et calcium).

## Communications

### Routes
Tinca est un nœud routier situé au croisement de plusieurs routes régionales.
- DJ 792A vers le nord : Husasău de Tinca, Miersig, DN79, Oradea ;
- DJ 792A vers le sud : Belfir, Olcea et le județ d'Arad ;
- DJ 795 vers l'ouest : Gurbediu, Căuașd, Tulca et Salonta ;
- DJ 795 vers l'est : Râpa, Holod ;
- DJ 709A vers l'ouest : Batăr, Ciumeghiu ;
- DJ 709A vers l'est : Cociuba Mare, Șoimi.

### Voies ferrées
Tinca est desservie par la ligne Ciumeghiu-Holod-Beiuș des Chemins de fer roumains.

## Lieux et monuments

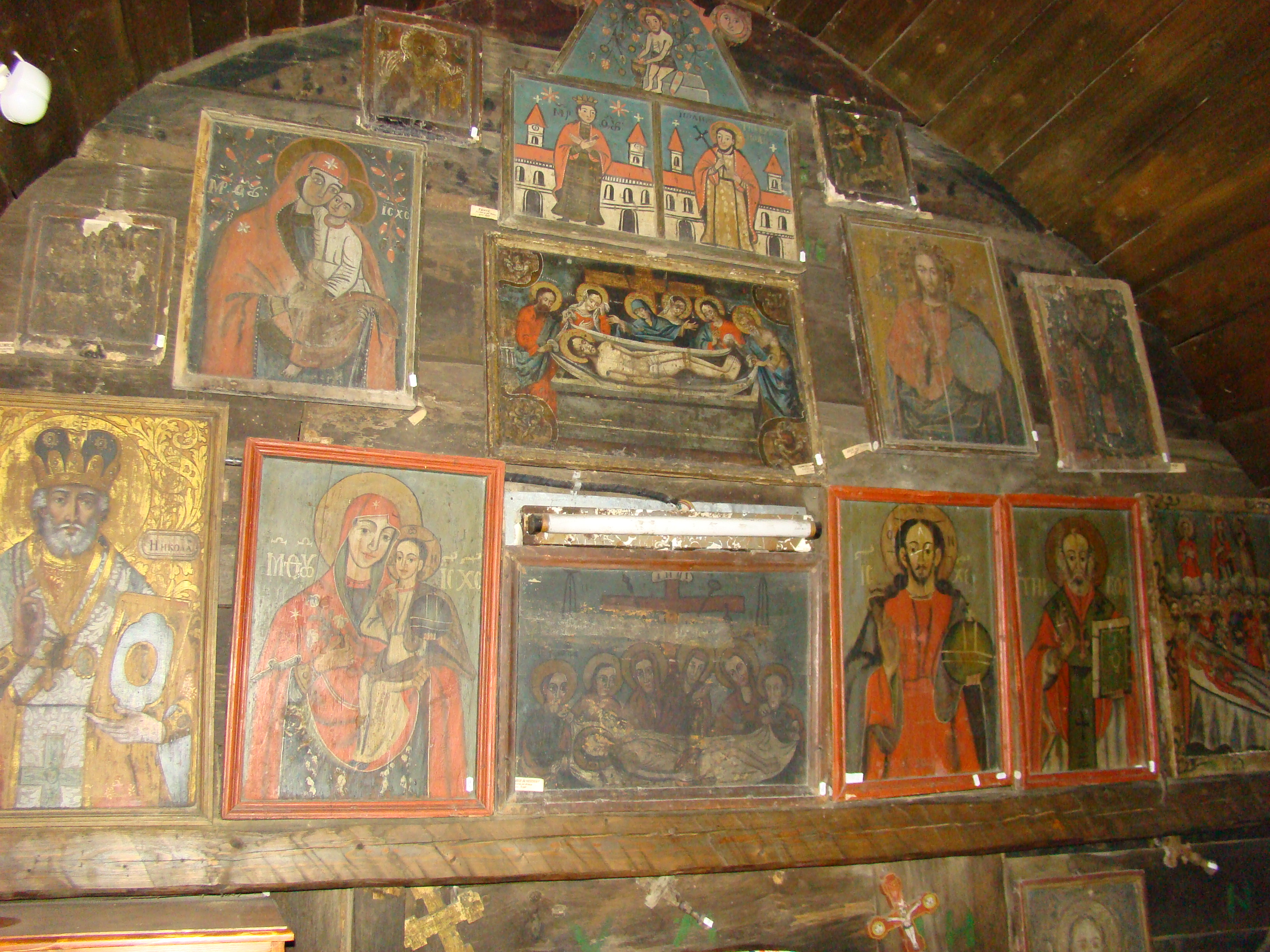
Peintures intétieures de l'église St Nicolas

- Tinca, église orthodoxe datant de 1820[7] ;
- Tinca, église orthodoxe en bois St Nicolas datant de 1743, classée monument historique[7] ;
- Râpa, église orthodoxe datant de 1902[7].